# Большая Лысьва
Большая Лысьва — деревня в Лысьвенском городском округе Пермского края России.

## Географическое положение
Деревня расположена в северной части Лысьвенского городского округа менее чем в 2 километрах на север от северной границы города Лысьва.

## Население
| 2010 |
| ---- |
| 108  |

Постоянное население составляло 108 человек (97 % русские) в 2002 году, 108 человек в 2010 году.

## История
Основана в 1816 году выходцами из села Посад Кишертского района (в XIX веке село Кишерское). Некоторое время была селом (с 1899 года). 
С 2004 до 2011 года деревня входила в Лысьвенское городское поселение Лысьвенского муниципального района.

## Климат
Климат умеренно континентальный. Среднегодовая температура воздуха равна: +1,7 °C; продолжительность безморозного периода: 165 дней; средняя мощность снегового покрова: 50 см; средняя глубина промерзания почвы: 123 см. Устойчивый снежный покров сохраняется с первой декады ноября по последнюю декаду апреля. Средняя продолжительность снежного покрова 160—170 дней. Средняя из наибольших декадных высот снежного покрова за зиму — 50 см. Средняя максимальная температура самого жаркого месяца: +24,4 °C. Средняя температура самого холодного месяца: −17,4 °C.